# Micrurus langsdorffi
Micrurus langsdorffi (кораловий аспід Лангсдорфа) — вид отруйних змій родини аспідових (Elapidae). Мешкає в Південній Америці. Вид названий на честь німецько-російського натураліста Георга фон Лангсдорфа.

## Поширення і екологія
Коралові аспіди Лангсдорфа мешкають на північному заході Амазонії, зокрема на півдні Колумбії, північному заході Бразилії, сході Еквадору і північному сході Перу. Вони живуть у вологих тропічних лісах в низовинах і передгір'ях, у напіввідкритих вторинних лісах та на узліссях. Зустрічаються на висоті від 80 до 450 м над рівнем моря. Відкладають яйця.